# Börje Teijler
Per  Börje Lennart Teijler,  född 25 februari 1921 i Örebro, död
2 april 1996 i Hallstahammar, gravsatt i familjegraven på Almby kyrkogård i Örebro. Bibliotekschef i Hallstahammar, bibliograf.
Efter studentexamen  vid Karolinska läroverket i Örebro 1941 blev Teijler fil.kand. 1945 och fil.lic. i Uppsala 1953. Han genomgick därefter bibliotekshögskolan och hade sedan kortare tjänster vid biblioteken i Uppsala, Chalmers tekniska högskola, Stockholms stadsbibliotek, Norrtälje och Norrköping innan han 1960 blev chef för Hallstahammars kommunbibliotek 1960, från 1961 med titeln stadsbibliotekarie.
Teijler har skrivit en biografi om författarna Agnes von Krusenstjerna och David Sprengel. Han har redigerat Hallstahammars kommunhistoria i 5 band. 
En stor och bestående insats gjorde han som bibliograf och var som sådan känd som mycket skicklig och ambitiös. Han har utgivit detaljerade bibliografiska förteckningar över all litteratur som genom tiderna har skrivits om Uppsala stad och dess förhållanden (2 band) och om Örebro stad och Örebro län (3 band),där han med en vad gäller bredd och djup närmast unik detaljrikedom registrerade och systematiserade allt tryckt material i böcker, tidskrifter, dagstidningar och inte minst eljest förbisett småtryck. Uppsalabibliografin omfattar nära 16 000 poster och Örebrobibliografierna har tillhopa nära 24 000 noterade skrifter. Teijler har också utgivit en bibliografi över poeten Bo Setterlinds tryckta skrifter. 
Han är son till glasmästaren Charles Teijler (1887–1971) och dennes hustru  Signe f. Andersson (1888–1972). Hans far grundade 1911 den ännu verksamma firman Teijlers Glas i Örebro
Han var även verksam i Hörselfrämjandet i Västerås, numera Hörselskadades Riksförbund i Västerås.